# 新渡戸記念館
新渡戸記念館（にとべきねんかん）は、青森県十和田市にある記念館。1925年（大正14年）に創設された「新渡戸文庫」を前身とし、市立の博物館施設を経て、その後に民間に譲渡された博物館施設である。

## 概要
1925年（大正14年）新渡戸稲造と地元三本木（現十和田市）の従兄弟たち（太田常利、新渡戸訓）が設立した私設新渡戸文庫が前身である。三本木地域の文化向上を願い、稲造の蔵書約7,000冊をはじめ、三本木原開拓の資料、新渡戸家伝来の甲冑などを納め、博物館兼図書館としての活動を始めた。設立理念は新渡戸稲造が「博覧啓蒙」（はくらんけいもう）と揮毫。これら文化財を永久に保存し、開拓の偉業を後世に伝えるため、十和田市が文庫を取り壊し、新渡戸家の協力を得て1965年に新渡戸記念館が建設され、十和田市立の博物館となった。よって、敷地は新渡戸家の所有だが、建物は十和田市の所有である。記念館には500年以上前の甲冑など約8,000点の資料が保存・展示されている。
記念館建設以降、運営は太素顕彰会が市から委託を受けて行っていたが、2015年（平成27年）6月、市は建物の耐震強度不足を理由に市の施設としては廃止した。7月以降は新渡戸記念館ボランティアKyosokyodo（共創郷土）が新渡戸家と協力して事業を継続。
建物についても2024年（令和6年）3月に十和田市が新渡戸家側に無償譲渡し、所有も運営も民間の記念館となった。一般財団法人新渡戸記念館が管理運営を行っている。

## 民間譲渡

### 記念館廃止問題
2015年2月、十和田市が耐震強度不足を理由に廃館・取り壊しの方針を示し、同年6月26日記念館を廃止した。これに対し、新渡戸家と住民団体が「耐震性に問題はない」として耐震診断の再調査と記念館廃止条例の取り消しを求め、新渡戸家が青森地方裁判所に提訴した。2017年1月、青森地裁（田中一彦裁判長）判決では訴えを却下したが、仙台高等裁判所（小川浩裁判長）では一審判決を取り消し、審理を差し戻した。
市側は上告せず、青森地裁での差し戻し審理が行われたが、2018年11月同地裁（飯畑勝之裁判長）は「耐震性能に問題があり、取り壊すほかなく、市の財政状況などを踏まえれば、廃止の判断はやむを得ない」などとして請求を棄却した。原告はこの判決を不服とし、2018年11月仙台高裁へ「耐震診断の鑑定」を求めて上訴したが、2019年5月第2回弁論において同高裁（上田哲裁判長）は、「耐震診断の鑑定をせず判決を出す方針」を示して弁論を終結すると同時に、双方に和解を勧告した。勧告を受け、新渡戸家と十和田市は6月18日に電話会議を行ったが、新渡戸家側が示した和解案を市側はすべて拒否したため不調に終わった。2019年7月10日に控訴審判決が仙台高裁から出され、上田哲裁判長は青森地裁判決を支持し原告側の控訴を棄却した。
新渡戸家側は最高裁に上告したが、最高裁第三小法廷（林景一裁判長）は2019年12月3日付けで上告を棄却したため、廃止を妥当とした一、二審判決が確定した。十和田市側は新渡戸家側に対し建物の明け渡しを求める方針を示し、1964年に交わされた契約により、土地は建物を解体・整地後に新渡戸家に速やかに返還するとした。2020年1月20日、新渡戸家側は市を相手に建物のコンクリート強度試験の実施や収蔵資料の保存展示継続のための協議を求める民事調停を十和田簡易裁判所に申し立てた。調停は4月20日に行われる予定だったが、4月9日十和田市内で新型コロナウイルス感染症の発生が確認され、日程は5月13日以降に延期となった。
2020年7月8日、新渡戸家は専門家から多数の疑問の声が寄せられている耐震診断の再調査などについて、話し合いを求めて十和田簡易裁判所に調停を依頼、小山田市長はここでも再調査をかたくなに拒み、調停に一度も出席することなく打ち切りとなった。
2020年8月、小山田市長は「文化財を館内に保存する新渡戸家は記念館を〝不法占拠〟している」とし、新渡戸家に対し、立退きと損害金を請求する民事訴訟を提起。新渡戸家は専門家によるシュミットハンマーの簡易強度試験を新たに行い、証拠として同簡易裁判所に提出した。
2023年12月28日、裁判所の調停により、新渡戸家側が改修工事を行って安全性を確保することを条件として、十和田市が建物を無償で譲渡する内容で調停が成立した。

### リニューアルへ
建物については2024年（令和6年）3月に十和田市が新渡戸家側に無償譲渡した。
改修のためクラウドファンディングによる資金調達が行われ、2025年（令和7年）7月に着工、2026年4月のオープンを目指している。

## 建築
- 設計者：東京大学 生田勉 名誉教授
- 施工：新建設工業
- 総工費：約1,000万円
- 構造：鉄筋コンクリート造
- 建設面積：1階 258.26 m2、2階 106.03 m2、計364.29 m2
- 工期：1964年（昭和39年）8月着工、1965年（昭和40年）3月竣工、1991年（平成3年）増築

## アクセス
JR七戸十和田駅から車で約30分。